# Палагин, Сергей Вячеславович
Серге́й Вячесла́вович Пала́гин (26 марта 1968, Саратов, СССР — 6 ноября 2020, Краснодар, Россия) — российский военный лётчик, подполковник, участник боевых действий в ходе осетино-ингушского конфликта (октябрь — ноябрь 1992 года), Первой и Второй чеченских войн, антитеррористической операции в Дагестане (август — сентябрь 1999 года) и войны в Грузии (2008). Герой Российской Федерации (2004).

## Биография
Родился 26 марта 1968 года в Саратове. Семье Палагиных часто приходилось менять место жительства в связи со сменой мест работы отца-нефтяника. Вскоре после его рождения семья переехала в Ашхабад. С 1975 года по 1981 год Сергей учился в средней школе № 21 Ашхабада, с 1981 года — в средней школе города Безмеина Ашхабадской области. После окончания школы поступил в Республиканскую средне-специальную школу-интернат с общевойсковым уклоном, которую окончил в 1985 году.

### Военная служба
В 1985 году был призван в Вооружённые Силы СССР Пролетарским райвоенкоматом Ашхабада.
В 1989 году окончил Саратовское высшее военное авиационное училище летчиков. После окончания учёбы служил в авиационных вертолётных частях Группы советских войск в Германии. С 1993 года проходил службу в 487-м отдельном вертолётном полку, дислоцированном в Будённовске.
Принимал участие в боевых действиях в ряде «горячих точек» на территории бывшего СССР, в том числе в ликвидации осетино-ингушского конфликта в 1993 году. Участник Первой чеченской войны, в боевых действиях в Дагестане в августе — сентябре 1999 года, совершил несколько командировок для участия в боевых действиях в период Второй чеченских войны. К 2004 году совершил 2 512 боевых вылетов.
Летом 2000 года в одном из горных районов Чечни в бою получили ранения несколько солдат воздушно-десантных войск. По прибывшему вертолёту Ми-8 Палагина противник открыл из автоматического оружия, а также были произведены несколько выстрелов из гранатомёта. Тем не менее слаженная работа экипажа позволила быстро произвести погрузку раненых, а мастерство командира — вывести тяжёлую машину из-под огня. Все раненые благополучно доставлены на базу российских войск.
Ми-8 МТВ-2 Палагина имел собственное имя «Братишка», данное ему солдатами, которых опытный экипаж вертолёта часто спасал в критической ситуации. Существовало мнение, что вертолёт и экипаж являются «заговорёнными», так как зачастую машина выходила из боя без особых повреждений, а экипаж за время службы не понёс потерь. В связи с этим присутствие экипажа Палагина на поле боя или участие его в различных операциях поднимало боевой дух солдат и в целом имело благотворное влияние.
В июне 2002 года в районе села Шали превосходящие силы боевиков оттеснили группу разведчиков из 16 бойцов на минное поле, трое из них от подрывов получили тяжёлые ранения. Когда командир вертолётной эскадрильи Сергей Палагин под вражеским обстрелом прибыл на место боя, он обнаружил, что группа находится в лесной местности. Командир принял решение снижаться, ломая ветви деревьев фюзеляжем вертолёта. Боевая машина 17 минут «висела» над пропастью. Все разведчики были приняты на борт и эвакуированы.
Летом 2002 года участвовал в спасении людей в период катастрофического наводнения в регионах Северного Кавказа. Неоднократно представлялся к званию Героя Российской Федерации.
Указом Президента Российской Федерации от 6 апреля 2004 года майору Палагину было присвоено звание Героя Российской Федерации «за мужество и героизм, проявленные при выполнении воинского долга в Северо-Кавказском регионе».
Вскоре ему было присвоено воинское звание «подполковник». В 2004 году зачислен слушателем заочного обучения в ВВА имени Ю. А. Гагарина, которую окончил в 2007 году с золотой медалью.

### После службы

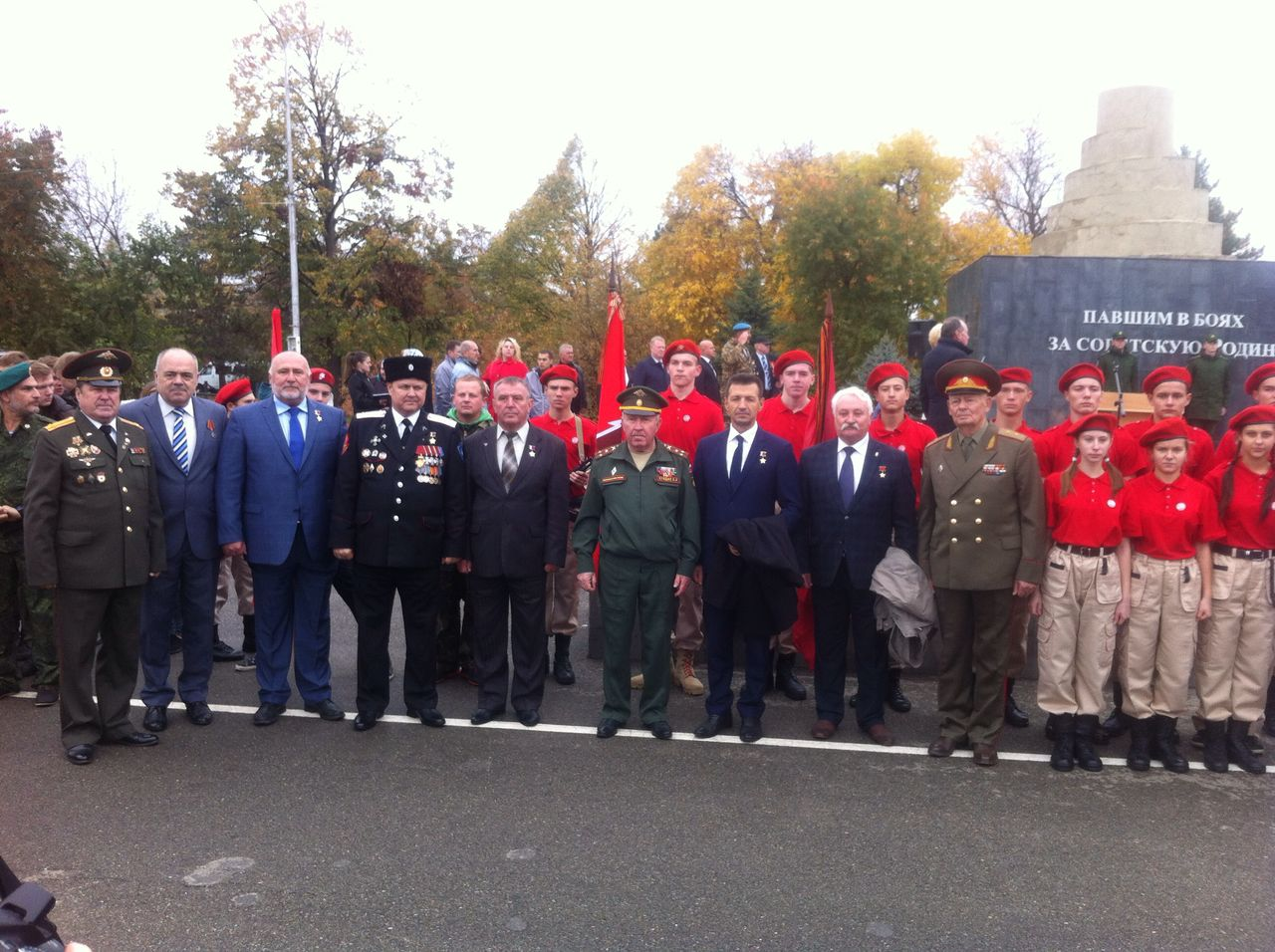
Герои на Майкопском мемориале. 75-я годовщина «Огненного десанта» 23.10.2017

В 2011 году закончил институт «Дружбы народов Кавказа» в Ставрополе по специальности психолог-преподаватель.
С 2014 года в запасе. С 2006 года состоял в рядах казачества Российской Федерации. Проживал в Краснодаре. Состоял в Кубанском ВКО на должности помощника атамана Екатеринодарского РКО, войсковой старшина.С 2019 года — атаман Центрального внутригородского округа Екатеринодарского районного казачьего общества.
В 2019 году был назначен на должность заместителя главы администрации Центрального внутригородского округа.
Являлся заместителем председателя Краснодарской краевой Ассоциации Героев, вёл большую общественную работу среди ветеранов Кубани. Активно участвовал в общественно-политической жизни, много сил и энергии отдавал патриотическому воспитанию молодежи, защите интересов ветеранских организаций.
Скончался 6 ноября 2020 года от коронавирусной инфекции.

## Награды
- Герой Российской Федерации (указ президента Российской Федерации от 6 апреля 2004 года, медаль «Золотая Звезда» № 818);
- орден «За заслуги перед Отечеством» IV степени «с мечами»;
- три ордена Мужества (1996, 2000 и 2002);
- орден «За военные заслуги».
- медали, в том числе:
  - медаль «За отвагу» (2006);
  - медаль «За боевые заслуги»;
  - медаль Нестерова;
  - медалями «За воинскую доблесть» (Минобороны) I (2002) и II (2001) степеней;
  - медаль «За укрепление боевого содружества»;
  - медаль «За отличие в военной службе» I, II и III степени;
  - Медаль «За службу в Военно-воздушных силах»;
  - Медаль «100 лет Военно-воздушным силам»;
- Знак «За службу на Кавказе» от ФПС России.
- Орден преподобного Сергия Радонежского III степени.
- Императорский Орден Святой Анны III степени (2018);
- Медаль «За заслуги перед Ставропольским краем»[8];
- звание «Почётный гражданин города Краснодара» (2016)[9].
- другие награды, в том числе общественные.